# George Bridgewater
George Spencer Bridgewater (født 18. januar 1983 i Wellington, New Zealand) er en newzealandsk roer.
Bridgewater vandt, som makker til Nathan Twaddle, bronze i toer uden styrmand ved OL 2008 i Beijing. Newzealænderne blev i finalen besejret af australierne Drew Ginn og Duncan Free, der vandt guld, og af David Calder og Scott Frandsen fra Canada, der fik sølv. Parret deltog i samme disciplin ved OL 2004 i Athen, hvor de sluttede på fjerdepladsen, og Bridgewater var desuden med i den newzealandske dobbeltfirer ved OL 2016 i Rio de Janeiro.
Bridgewater og Twaddle vandt desuden VM-guld i toer uden styrmand ved VM 2005 i Japan, og sølv i samme disciplin ved VM i både 2006 og 2007.

## OL-medaljer
- 2008:  Bronze i toer uden styrmand